# Anas Farih
Anas Farih (12 de junio de 1984) es un deportista marroquí que compitió en judo. Ganó una medalla de oro en el Campeonato Africano de Judo de 2010, en la categoría de –73 kg.

## Palmarés internacional
| Campeonato Africano | Campeonato Africano | Campeonato Africano | Campeonato Africano |
| Año                 | Lugar               | Medalla             | Categoría           |
| ------------------- | ------------------- | ------------------- | ------------------- |
| 2010                | Yaundé (Camerún)    | Medalla de oro      | –73 kg              |